# 澤本光男
澤本 光男（さわもと みつお、1951年12月12日 - ）は日本の高分子化学者。京都大学名誉教授。中部大学教授。日本化学会常務理事。京都府京都市出身。
1974年京都大学工学部高分子化学科卒業。1979年同大学院博士課程修了（工学博士）。学位論文の題は「カチオン重合の生長炭素カチオンに関する研究」。1994年より京都大学教授。2008年から2010年まで高分子学会会長。

## 業績
1995年、原子移動ラジカル重合をクリストフ・マテャシェフスキーと同時期に独立して報告した。2015年紫綬褒章受勲。
これまでの発表論文約350報は、2008年3月時点で総引用回数が約6400回（カチオン重合 3350回；ラジカル重合 3050回）に達し、特に金属触媒によるリビングラジカル重合の第1報 (1995) は1300回以上、リビングカチオン重合の第1報 (1984) は約300回引用されている。また2003年に行われた調査によると（日本経済新聞、2月26日）、澤本は有機化学の分野で1997年-2001年の5年間の総被引用回数が日本で1位、世界で3位となっている。

## 経歴
- 1974年（昭和49年）3月 - 京都大学工学部高分子化学科 卒業
- 1976年（昭和51年）3月 - 京都大学大学院高分子化学専攻修士課程 修了
- 1979年（昭和54年）3月 - 京都大学大学院高分子化学専攻博士後期課程 修了
- 1981年（昭和56年）10月 - 京都大学工学部 高分子化学科 助手
- 1993年（平成5年）8月 - 京都大学工学部 高分子化学科 助教授
- 1994年（平成6年）7月 - 京都大学工学部 高分子化学科 教授
- 1996年（平成8年）4月 - 京都大学大学院工学研究科 高分子化学専攻 教授（改組）
- 2005年（平成17年）10月 - 日本学術会議 会員（第三部；第20期）
- 2006年（平成18年）
  - 1月 - 国際純正応用化学連合 (IUPAC）準会員（Associate Member；高分子部門
  - 5月 - 社団法人 高分子学会 副会長（第28期）
  - 10月 - 内閣府・日本学術会議 イノベーション推進検討委員会 委員
- 2007年（平成19年）10月 - 国際純正応用科学連合 (IUPAC) 正会員（Titular Member；高分子部門）
- 2008年（平成20年）
  - 5月 - 社団法人 高分子学会 会長（第29期）
  - 10月 - 日本学術会議会員（第三部；第21期）
- 2017年（平成29年）4月 - 中部大学教授

## 研究内容
- 高分子化学と高分子合成、特にカチオン重合とラジカル重合において、従来不可能といわれていた2つのリビング重合（副反応のない精密制御重合）を世界に先駆けて開発し、精密重合の一般原理として現在広く認められている「ドーマント種による重合制御」の確立に大きく貢献し、これらを通じて高分子化学の研究に新しい流れを生み出した。
- まずカチオン重合では，ルイス酸触媒の設計に基づいて、世界最初のリビングカチオン重合を見出し、数多くの開始剤系を開発した (Macromolecules, 1984; Progress in Polymer Science, 1991)。
- ついでラジカル重合において、ルテニウムや鉄を中心とする遷移金属錯体を触媒として、世界最初の金属錯体によるリビングラジカル重合を実現し、やはり多数の開始剤系を開発している (Macromolecules, 1995; Chemical Reviews, 2001)。
- また、これらの精密制御重合の反応中間体（生長種）の性質について、反応系の直接分光学的観測などにより基礎的研究を進め、その構造と性質を解明し、不安定炭素カチオンおよび炭素ラジカル中間体の化学の進歩にも貢献した。
- さらに、自らのリビング重合に基づいて、分子量、末端基、側鎖官能基などの構造が厳密に設計・制御された、ブロックポリマー、末端官能性高分子、両親媒性高分子、熱可塑性エラストマー、星型ポリマー、など多数の機能性高分子の精密合成法を開発し、その性質と機能を明らかにしている。これらは新しい高分子材料としても注目され，その実用化も目指す研究が産官学で国際的に展開されている。
- これらの一連の研究は、高分子化学のみならず有機金属化学等の関連分野で、多くの研究を国際的に触発し、その波及効果が特に顕著である。

## 受賞歴
- 1992年 - 高分子学会賞「リビングカチオン重合の開発とそれによる高分子の精密合成」
- 1999年 - 日本化学会学術賞「遷移金属錯体によるリビングラジカル重合の開発」
- 2002年 - アーサー・K・ドーリットル賞（アメリカ化学会）「金属触媒によるリビングラジカル重合による機能性高分子の精密合成」
- 2012年 - 王立化学会 Macro Group UK Medal for Outstanding Achievementin Polymer Science「高分子科学への顕著な貢献」
- 2013年 - 平成24年度高分子化学功績賞
- 2014年 - NIMS賞（独立行政法人物質・材料研究機構）「高分子産業界を席巻した革新的な高分子の製造方法「精密重合法」の確立」
- 2016年 - フンボルト賞 (Humboldt Research Award)（ドイツ外務省）
- 2017年 - ベンジャミン・フランクリン・メダル
- 2021年 - クラリベイト引用栄誉賞

## 栄典
- 2015年 - 紫綬褒章[2]
- 2025年 - 瑞宝中綬章[3][4]

## 主著
- （監修）「ラジカル重合ハンドブック」 エヌ・ティー・エス、2023年 ISBN 978-4-86043-871-5.